# Baader
Baader è un film del 2002 diretto da Christopher Roth.